# Cerkiew Podwyższenia Krzyża Pańskiego w Wysokiem
Cerkiew Podwyższenia Krzyża Pańskiego – prawosławna cerkiew parafialna w Wysokiem na Białorusi należąca do dekanatu kamienieckiego eparchii brzeskiej i kobryńskiej Egzarchatu Białoruskiego Patriarchatu Moskiewskiego. Zbudowana w 1869 r.

## Architektura

### Wygląd zewnętrzny
Świątynię zbudowano na planie krzyża, w stylu bizantyjsko-rosyjskim. Budowla orientowana, koloru białego. Drzwi frontowe prowadzą przez ośmioboczną wieżę-dzwonnicę zwieńczoną kopułą i złotym krzyżem. Nad drzwiami mieści się detal w postaci krzyża greckiego. W części dzwonnicy namalowana jest ikona Podwyższenia Krzyża Świętego. Dach został wykonany z blachy, koloru czarnego. Nawę główną i dzwonnicę łączy korytarz ze dwuspadowym dachem. Nad nawą główną mieści się 5 kopuł. Prezbiterium w formie apsydy z jednospadowym dachem.

### Wnętrze
We wnętrzu znajdują się: 3-rzędowy ikonostas, kioty z ikonami Trójcy Świętej, św. Michała Archistatega, Matki Bożej, a także analogiony, świeczniki i inne elementy wyposażenia cerkwi.